# کونارد-وایت استار لاین
کونارد-وایت استار لاین (انگلیسی: Cunard-White Star Line) شرکت ترابری بریتانیایی است، که در سال ۱۹۳۴ تأسیس شد.